# Manejo del recurso agua
Los problemas del manejo de los recursos hídricos, que pueden surgir en una evaluación ambiental, tienen que ver con decisiones sobre el uso del agua o la tierra que afectan la cantidad o calidad del agua superficial o subterránea. A su vez, tales cambios inciden en la gama de usos que puede soportar el recurso hidráulico en particular, o alteran las funciones de un sistema natural que depende del agua.
En cuanto a los proyectos de desarrollo, las acciones que pueden alterar la calidad o cantidad del agua incluyen: 
- la contaminación del agua superficial por la descarga directa de afluentes;
- la contaminación del agua superficial por fuentes no puntuales o difusas;
- la contaminación del agua superficial por contaminantes atmosféricos;
- la contaminación del agua subterránea o superficial por desechos eliminados por sobre o debajo de la tierra;
- el aumento de afluencia debido al desmonte, nivelación, pavimentación, drenaje o modificación de los canales;
- la disminución del flujo de agua superficial debido a la desviación, captación y uso consuntivo; y,
- una reducción en la elevación del nivel freático o flujo artesiano por interferencia con la recarga de agua subterránea o retiro excesivo de la misma.

## Impactos ambientalescausados por el aumento del escurrimiento superficial
En España, la gota fría es característica de las costas mediterráneas, al final del verano y principios del otoño. Ocurre cuando tienen lugar dos hechos a la vez: se evapora el agua marina que está a elevada temperatura (unos 30 °C) y llegan aires fríos en altura. Al encontrarse el aire frío y el vapor de agua ascendente, este se condensa rápidamente (es decir, se hace líquido) y provoca precipitaciones muy intensas.
En pocas horas (minutos incluso) caen muchos litros de agua por metro cuadrado (¡hasta 800 litros por metro cuadrado en 24 horas!), normalmente acompañados de granizo (pequeñas bolas de hielo cuyo tamaño oscila entre unos pocos milímetros de diámetro y algunos centímetros).
Este fenómeno causa numerosos daños personales y materiales, pues el agua caída de forma torrencial arrastra vehículos, inunda las viviendas, daña los cultivos, desborda presas y ríos... Además, el granizo puede hundir la chapa de coches y ¡romper cristales!

## Impactos ambientales causados por la disminución del flujo de aguas superficiales
Cuando el flujo general del agua superficial es reducido significativamente por su captación, desviación, o uso consuntivo, los usuarios y sistemas naturales aguas abajo experimentan impactos. Dos causas comunes de la reducción del flujo son el crecimiento en la cuenca por encima de lo que pueden soportar los recursos hidráulicos existentes, y el compromiso excesivo de los recursos hidráulicos debido a no tomar en consideración todos los usos y usuarios en la planificación del proyecto. Los impactos inmediatos pueden incluir: 
- un decaimiento en la calidad del agua debido a la menor dilución de los contaminantes;
- una decaída temporal o continua en el abastecimiento para los usuarios aguas abajo;
- la reducción del área de las tierras húmedas; y,
- el aumento de salinidad y cambios en la circulación en los esteros.

Cada uno de estos impactos puede, a su vez, tener efectos secundarios como la disminución de la cosecha de mariscos, la pérdida de las rentas provenientes de industrias y comercios que dependen del agua o una reducción en la producción de la energía hidroeléctrica.  
Las medidas atenuantes son pocas y la mayoría costosas; por ejemplo, la reubicación de industrias o importación de agua de otras cuencas hidráulicas.  
El método correcto es prevenir mediante la planificación y el manejo de los recursos hídricos a nivel de cuenca hidrográfica. Los términos de referencia para las evaluaciones ambientales de cualquier proyecto que comprende el consumo o desviación del agua a gran escala deben requerir, desde un comienzo, un análisis de la disponibilidad y uso existentes, planificados y proyectados para evitar estos impactos.

## Impactos ambientales causados por la reducción del nivel freático o por la reducción del flujo artesiano
El impacto más evidente es el costo adicional al perforar pozos más profundos y bombear agua de mayores profundidades. Es más destructivo la interrupción de una fuente de agua antes confiable, como resultado del bombeo excesivo de pozos cercanos de flujo artesiano. Cuando los acuíferos afectados se encuentran cercanos a la costa, el agua salina puede entrar a medida que disminuye el flujo del agua dulce, inutilizando los pozos de la costa. Finalmente, un impacto a largo plazo que puede darse sobre una gran área y ser prácticamente imposible de contrarrestar, es el hundimiento de la superficie de la tierra, ocasionado por la reducción de la presión del agua en la roca no consolidada. Nuevamente, las medidas atenuantes son pocas y difíciles. Implican el reemplazo, con agua superficial, de la fuente de agua subterránea perdida o contaminada con sal. Los intentos por contrarrestar la intrusión salina sólo han tenido limitado éxito. El hundimiento puede ser detenido, pero no es realmente reversible por medios artificiales.